# Chiesa della Madonna della Croce (Matera)
La Madonna della Croce è una chiesa rupestre situata nella Murgia Materana, sul lato opposto del torrente Gravina, rispetto ai Sassi di Matera.

## Descrizione

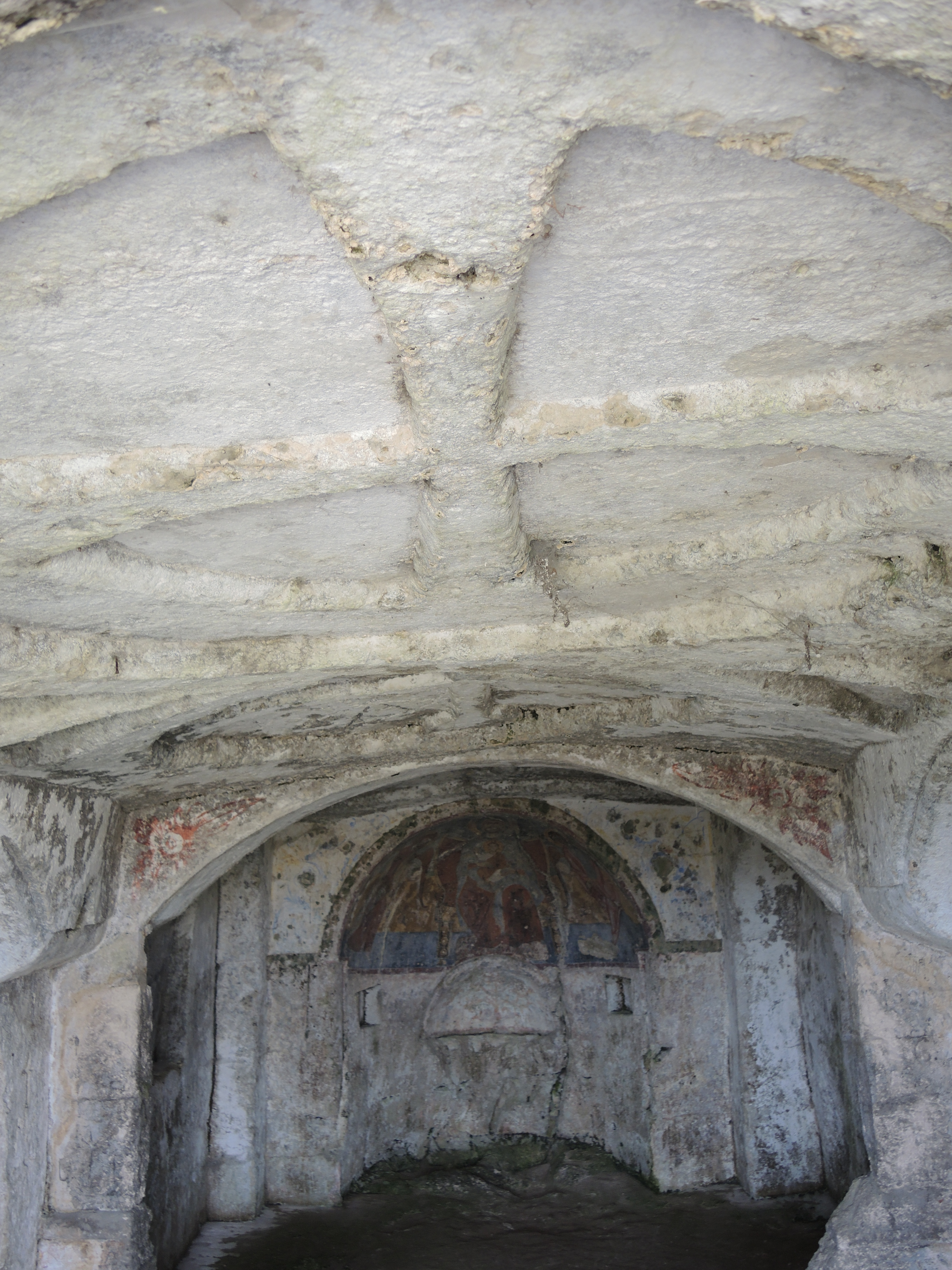
Particolare della croce

La chiesa risale all'XI secolo ed è interamente scavata nella roccia con una volta su due campate. Sul soffitto del primo ambiente, dopo l'ingresso si nota una croce equilatera scolpita, che dà il nome alla chiesa. Sull'abside, si conserva un affresco con la Madonna benedicente seduta in trono e con Bambino.

## Itinerario
Il sentiero che porta alla chiesa parte dal belvedere raggiungibile dall'Appia, con un percorso di circa mezz'ora e una difficoltà abbastanza contenuta.